# Palpada schistacea
Palpada schistacea är en tvåvingeart som först beskrevs av Samuel Wendell Williston  1888.  Palpada schistacea ingår i släktet Palpada och familjen blomflugor. Inga underarter finns listade i Catalogue of Life.